# سونی اریکسون کا۶۰۰
سونی اریکسون کا۶۰۰ (به انگلیسی: Sony Ericsson K600)، یک‌نمونه از گوشی‌های تلفن همراه سری کا (به انگلیسی: K) شرکت سونی اریکسون می‌باشد که مجهز به اینترنت نسل ۳ (3g) است.